# 小栗吉忠
小栗 吉忠（おぐり よしただ、大永7年（1527年） - 天正18年9月16日（1590年10月14日））は安土桃山時代の戦国武将、代官。通称又市、仁右衛門。小栗忠吉の子。母は小栗正重の妹が娘と両説ありで系譜に混乱が見られる。子に小栗忠政ら。

## 略歴
三河小栗氏の居城である三河国筒針城（現在の愛知県岡崎市筒針町）で育つ。松平広忠に出仕し、小姓として仕える。のちに広忠の偏諱を受け吉忠と名乗った。広忠死後は、引き続き松平元康に仕え、はじめは槍働きを主とした。桶狭間の戦いや三河一向一揆、さらには今川氏真との掛川城攻防戦などで「小栗党」と称される一族郎党を率いて活躍したことにより、遠江国中泉に八百二十四貫文の地と、同心41名を与えられた。これがいわゆる「小栗同心」である。
以降、吉忠の奉行としての内政面での活躍が始まることとなる。俗に三遠奉行と称されたと伝わるが、当時はそのような役職であったわけではない。主に遠江を中心として検地や寺社領支配、街道整備などに携わっていたようである。天正10年（1582年）甲州征伐後、凱旋のために東海道を遊覧する織田信長に備えて、浅井道忠らと共に天竜川に架橋。さらに付近の宿場などの整備を行った。これらの功によって信長より褒美を受けた記録が残った。
天正10年（1582年）5月、安土城の織田信長に拝謁した家康に同行し、その後、和泉国堺で遊覧中に京都で本能寺の変が起こる。出奔し堺に隠棲していた伊奈忠次と共に家康の伊賀越えに貢献し、忠次の帰参を認めさせて同心配下とした。後にこの忠次が小栗同心の中心人物となり、後を継ぐ形で、江戸幕府の内政面での基礎を築く代官頭・関東郡代へと続いていくこととなる。
天正15年（1586年）から数年にわたって行われた五か国総検地では、吉忠とその配下の小栗同心が中心となり検地を行った。
天正18年（1590年）の小田原征伐では駿河国吉原（現在の静岡県富士市）に架橋し、豊臣秀吉の饗応を任され、さらに出陣した家康に代わって、病をおして駿府城留守役につくが、城内で倒れ、そのまま死去した。享年64。法名宗善。 
墓所は三河国宮崎の三論宗秦寶寺、のち慶長2年（1592年）家康の命により江戸に移された。現在の東京都千代田区の心法寺。